# Tarek Mohammed Kamel Mahmoud

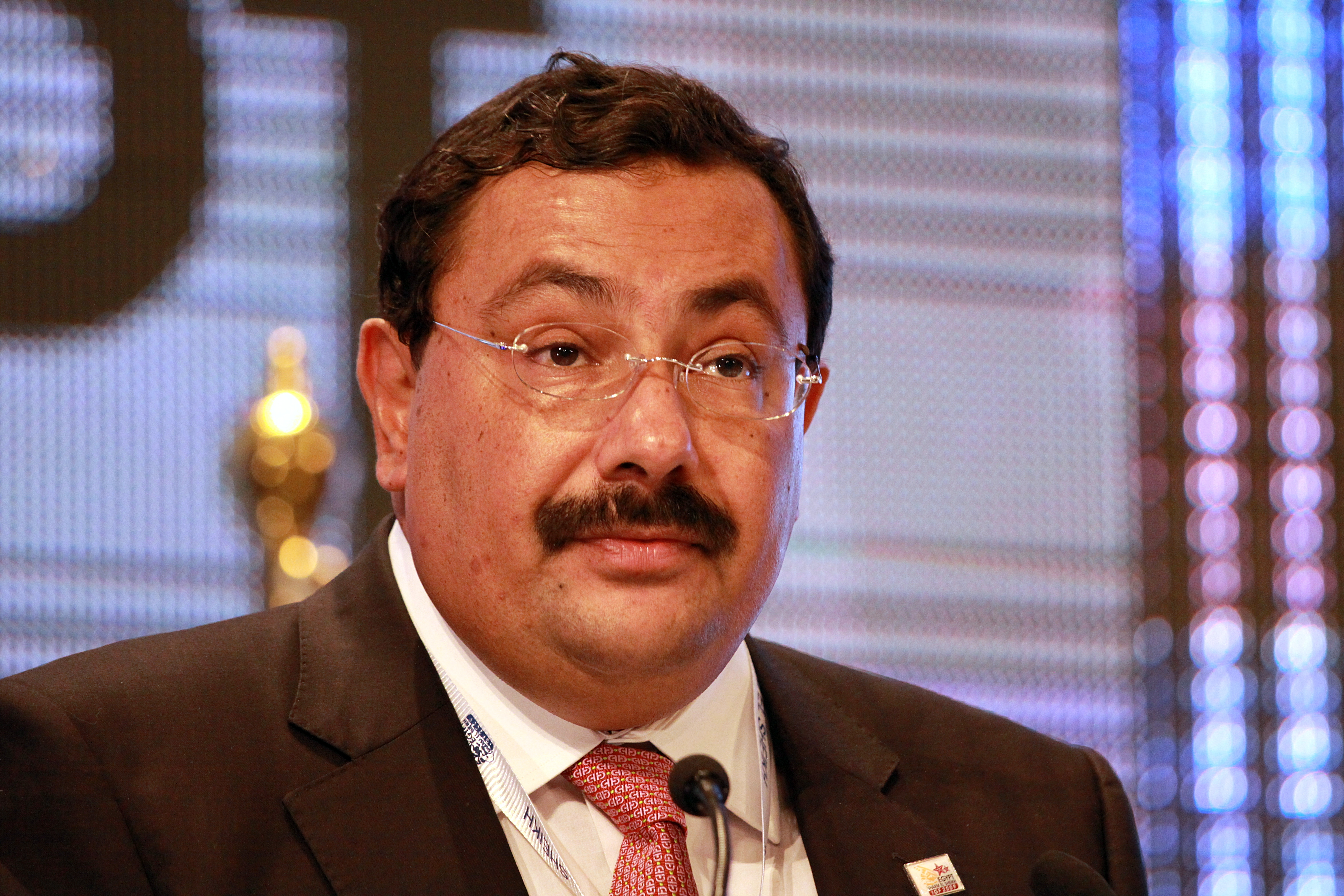
Tarek Mohammed Kamel Mahmoud

Tarek Mohammed Kamel Mahmoud (arabisch طارق محمد كامل محمود, DMG Ṭāriq Muḥammad Kāmil Maḥmūd; * 8. März 1962 in Kairo; † 10. Oktober 2019) war ein ägyptischer Politiker.

## Leben
Tarek Mohammed Kamel Mahmoud schloss 1985 einen Bachelor der Vermittlungstechnik und 1988 einen Master der Elektronik an der Universität Kairo ab.
Von 1989 bis 1992 studierte er mit dem Deutschen Akademischen Austauschdienst an der Technischen Universität München und promovierte auf dem Gebiet der Rechnernetze.
Tarek Mohammed Kamel Mahmoud war Mitglied der Nationaldemokratischen Partei (Ägypten).
Von 1992 bis 1999 forschte er am Information and Decision Support Center (IDSC) und am Regional Center for Information Technology.
Kamel wurde von Ahmad Nazif 1999 zum Berater ernannt.
In dieser Funktion leitete er ein freies Internetprojekt und betreute den Aufbau der Telekommunikationsinfrastruktur Ägyptens.
Kamel, der von 2000 bis 2004 im Aufsichtsrat der Telecom Egypt saß, forderte Reformen, wie Steuerreduzierungen und Abbau von Bürokratie zur Stärkung der  Informationstechnologie.
Tarek Kamel saß der ägyptischen Telekommunikationsaufsichtsbehörde National Telecom Regulatory Authority (NTRA), der Information Technology Industry Development Agency (ITIDA) und dem National Telecommunication Institute (NTI) vor und war im Kuratorium des Information Technology Institute (ITI). Er sprach Englisch, Französisch und Deutsch, war verheiratet und hatte zwei Söhne.
Tarek Mohammed Kamel Mahmoud war im Kabinett Nazif und im Kabinett Schafiq Minister für Kommunikation und Informationstechnologie und übte dieses Amt bis zu einer Kabinettsumbildung im Kabinett Scharaf, die am 17. Juli 2011 beschlossen wurde und kurz darauf zu dessen Ablösung führte, aus. Neuer Minister in diesem Amt wurde am 21. Juli 2011 Mohamed Abdel Qader Salim.
| Vorgänger   | Amt                                                                                           | Nachfolger                |
| ----------- | --------------------------------------------------------------------------------------------- | ------------------------- |
| Ahmed Nazif | Ägyptischer Minister für Kommunikation und Informationstechnologie 9. Juli 2004 bis Juli 2011 | Mohamed Abdel Qader Salim |